# ヒ素
ヒ素（ヒそ、砒素、英: arsenic、羅: arsenicum）は、原子番号33の元素。元素記号は As。第15族元素（窒素族元素）の一つ。
最も安定で金属光沢があるため金属ヒ素とも呼ばれる「灰色ヒ素」、ニンニク臭があり透明なロウ状の柔らかい「黄色ヒ素」、黒リンと同じ構造を持つ「黒色ヒ素」と、「四ヒ素」の4つの同素体が存在する。灰色ヒ素は1気圧下において615 °Cで昇華する。
ファンデルワールス半径や電気陰性度等さまざまな点でリンに似た物理化学的性質を示し、それが生物への毒性の由来になっている。

## 名称
中国では天然の三酸化二ヒ素が「砒霜」と呼ばれていた。
亜ヒ酸を含む砒石は、日本では古くから「銀の毒」、「石見銀山ねずみ捕り」などと呼ばれていた。
ヨーロッパでは「愚者の毒 fool's poison（英）」という異名があった。入手が容易である一方、体内に残留し容易に検出できることから狡猾な毒殺には用いられないためである。
遺産相続のための殺人に利用されることが多かったので、フランス語でpoudre de succession（相続の粉薬）という異名があった。
ヒ素の元素名（arsenic）は、黄色の顔料を意味するギリシャ語「arsenikon」に由来するといわれている。

## 用途
生物に対する毒性が強いことを利用して、農薬、木材防腐に使用される。
III-V族半導体であるヒ化ガリウム (GaAs) は、発光ダイオードや通信用の高速トランジスタなどに用いられている。
ヒ素化合物であるサルバルサンは、抗生物質のペニシリンが発見される以前は梅毒の治療薬であった。
中国医学では、硫化ヒ素である雄黄や雌黄はしばしば解毒剤、抗炎症剤として製剤に配合される。
ほとんどの生物にとっては有毒だが、ヒ素を必須元素とする生物も存在する。微生物のなかに一般的な酸素ではなく、ヒ素の酸化還元反応を利用して光合成を行っているものも存在する。2010年には、GFAJ-1という細菌が、生体内で使われる核酸等のリンの代わりにヒ素を用いているという発表があったが、2012年のサイエンス誌上での報告によって主張は完全に否定されている。

## 人体への影響
単体ヒ素およびほとんどのヒ素化合物は、人体に対して非常に有害である。特に化合物は毒性の強い物が多い。また、単体ヒ素はかつては無毒もしくは弱毒とされていたが、現在ではかなりの猛毒であることが確認されている。
ヒ素およびヒ素化合物は WHOの下部機関IARCより発癌性がある(Type1)と勧告されている（後述）。飲み込んだ際の急性症状は、消化管の刺激によって、吐き気、嘔吐、下痢、激しい腹痛などがみられ、ショック状態から死亡する。多量に摂取すると、嘔吐、腹痛、口渇、下痢、浮腫、充血、着色、角化などの症状を引き起こす。慢性症状は、剥離性の皮膚炎や過度の色素沈着、骨髄障害、末梢性神経炎、黄疸、腎不全など。
慢性ヒ素中毒による皮膚病変としては、ボーエン病が有名である。単体ヒ素及びヒ素化合物は、毒物及び劇物取締法により医薬用外毒物に指定されている。日中戦争中、日本軍では嘔吐性のくしゃみ剤ジフェニルシアノアルシンが多く保有されていたが、これは砒素を含む毒ガスである。
一方でヒ素化合物は人体内にごく微量が存在しており、生存に必要な微量必須元素であると考えられている。ただしこれは、一部の無毒の有機ヒ素化合物の形でのことである。低毒性の、あるいは生体内で無毒化される有機ヒ素化合物にはメチルアルソン酸やジメチルアルシン酸などがあり、カキ、クルマエビなどの魚介類やヒジキなどの海草類に多く含まれる。さらにエビには高度に代謝されたアルセノベタインとして高濃度存在している。人体に必要な量はごく少なく自然に摂取されると考えられ、また少量の摂取でも毒性が発現するため、サプリメントとして積極的に摂る必要はない。
亜ヒ酸を含む火石は、日本語では古くから「銀の毒」、「石見銀山ねずみ捕り」などと呼ばれ、殺鼠剤や暗殺に用いられていた。
宮崎県の高千穂町の山あい土呂久では、亜ヒ酸製造が行われていた。この地区の住民に現れた慢性砒素中毒症は、公害病に認定された。症状としては、暴露後数十年して、皮膚の雨だれ様の色素沈着や白斑、手掌、足底の角化、ボーエン病、およびそれに続発する皮膚癌、呼吸器系の肺癌、泌尿器系の癌がある。発生当時は、砒素を焼く煙がV字型の谷に低く垂れ込め、河川や空気を汚染したものと考えられた。上に記した症状は、特に広範な皮膚症状は、環境による慢性砒素中毒を考えるべき重要な症状である。この症状が重要であり、長年月経過すれば、病変、皮膚、毛髪、爪などには、砒素を検出しない。
上流に天然のヒ素化合物鉱床がある河川は、ヒ素で汚染されているため、高濃度の場合、流域の水を飲むことは服毒するに等しい自殺行為である。低濃度であっても蓄積するので、長期飲用は中毒を発症する。慢性砒素中毒は、例えば井戸の汚染などに続発して、単発的に発生することもある。

### 発がん性
IARC発がん性リスク一覧で、ヒ素およびヒ素化合物は最もリスクが高い「グループ1」に分類されている。
2004年には、イギリス食品規格庁がヒジキに無機ヒ素が多く含まれるため食用にしないよう国民に勧告した。これに対し、日本の厚生労働省はヒジキに含まれるヒ素は極めて微量であるため、一般的な範囲では食用にしても問題はないという見解を出している。
日本の疫学調査では、食物から摂取されるヒ素は、喫煙男性の肺がんのリスクを高めたが、それ以外の人の肺がんリスクは高めなかった。調査対象者についての総ヒ素の平均摂取量は170μg/日と推計され、日本人の総ヒ素平均摂取量の178μg/日とほぼ同じであった。
スウェーデン食品局は、2015年に6歳未満の乳幼児に、コメやコメ製品を与えないように勧告しており、大人でも「毎日食べるべきではない」としている。

## 関連法規
土壌汚染対策法において、ヒ素およびその化合物は第2種特定有害物質に定められている。

## ヒ素の化合物
- アルシン (AsH3)
- カコジル ((CH3)2As-As(CH3)2)
- ヒ化ガリウム (GaAs, GaAs3)
- 三酸化二ヒ素 (As2O3) - 急性前骨髄球性白血病 (APL) の治療薬。商品名トリセノックス。海外では骨髄異形成症候群 (MDS)、多発性骨髄腫 (MM) に対しても使われている。その他血液癌、固形癌に対する研究も進められている。
- サルバルサン (C12H12As2N2O2) - 元々は梅毒の治療薬

## 歴史
13世紀にアルベルトゥス・マグヌスにより発見されたとされる。
ヒ素は無味無臭かつ、無色な毒であるため、しばしば暗殺の道具として用いられた。ルネサンス時代にはローマ教皇アレクサンデル6世（1431年 - 1503年）と息子チェーザレ・ボルジア（1475年 - 1507年）はヒ素入りのワインによって、次々と政敵を暗殺したとされる。中国でも天然の三酸化二ヒ素が「砒霜」の名でしばしば暗殺の場に登場する。例えば、『水滸伝』で潘金蓮が武大郎を殺害するのに使用したのも「砒霜」である。古代ギリシアや古代ローマ時代から暗殺などに使われていたとされることもある。
かつてハエ取り紙には殺虫用としてヒ素が含有されていたことから、フローレンス・メーブリックのように抽出して使用する者もいた。
日本では1968年、農薬としての砒素の残留許容量が定められた。この時点の基準量はリンゴ3.5ppm、ブドウ、キュウリ、トマトが1.0ppmとされた。

## 分析法
無機ヒ素は容易に水素化物として気化する。このため、無機及び全ヒ素の分析法では専ら強酸分解試料に水素化試薬を加え、生成気化したアルシンを原子吸光法、誘導結合プラズマ発光 (ICP) 法、ICP質量分析 (ICP-MS) 法で測定するか、吸収液で捕集し吸光度法で測定する。感度は ICP-MS法 > ICP法 > 原子吸光法 > 吸光度法 の順に高感度である。原子吸光法では装置のバーナヘッド部を加熱セルに交換するか、バックグラウンド吸収が低いアルゴン-水素炎を用いる。感度・精度ともアルゴン-水素炎よりも加熱セルを採用した方が優れている。有機ヒ素化合物の分析では、未分解の試料を溶媒で抽出後、HPLC で分離し ICP-MS で検出する方法が採用される。
全ヒ素の分析手順は概ね次のようなものである。
1. 試料を強酸分解する。硝酸-過塩素酸、硝酸-硫酸、硝酸-過塩素酸-硫酸のような混酸が用いられる。
2. 分解液を水素化物発生装置の試料容器に採る。
3. これに塩酸、ヨウ化カリウム、塩化スズ(II) を加え、しばらく放置する。この操作でヒ素(V)をヒ素(III)に還元する。
4. さらに水素化試薬（水素化ホウ素ナトリウム、亜鉛粉末等）を加え、試料容器を密閉する。
5. 水素化ヒ素が気相に追い出されてくる。
6. 気相を原子吸光分析装置に導入する。
7. 波長193.7 nmの吸光度を測定する。

アルゴン-水素炎で測定する場合は、通常のスロットバーナで可能。バーナヘッド部を加熱セルに変更した場合は、セル温度を950 °Cに設定する。
一昔前は水素化ヒ素発生装置の操作が面倒であったが、最近はオートサンプラ付きの自動水素化物発生装置が市販されている。試薬の濃度や組合せを変更すれば鉛、セレン、アンチモン等の分析にも対応できるなど、とても簡便になっている。

## ヒ素鉱石
ヒ素鉱石を構成する鉱石鉱物には、次のようなものがある。
- 自然砒 (As) - 三方晶系
- 輝砒鉱 (As) - 斜方晶系
- パラ輝砒鉱 (As) - 斜方晶系
- 紅砒ニッケル鉱 (NiAs)
- 砒鉄鉱（砒毒砂、レーリンジャイト）(FeAs2)
- 鶏冠石 (As4S4)
- 雄黄（石黄）(As2S3)
- 輝コバルト鉱 (CoAsS)
- 硫砒鉄鉱 (FeAsS)
- 硫砒銅鉱 (Cu3AsS4)
- 方砒素華 (As2O3) - 天然の三酸化二ヒ素。砒霜とも。
- スコロド石 (FeAsO4•2H2O)
- コバルト華 (Co3(AsO4)2•8H2O)
- ミメット鉱 (Pb5(AsO4)3Cl)
- オリーブ銅鉱 (Cu2AsO4(OH))
- アダム石 (Zn2AsO4(OH))